# Kreda (tvar)
Kreda (mletački tal. creda od lat. creta, po grčkom otoku Kreti) je sedimentna stijena, zemljasti prirodni najčešće sitnozrni kalcit (kalcijev karbonat; CaCO3). Kreda se sastoji se od fosilnih vapnenastih ljuštura foraminifera (krednjaci) i drugih sitnih životinjica. Kreda tvori na nekim mjestima velika ležišta (otok Rügen, Danska, sjeverna Francuska i drugdje). Upotrebljava se kao pigment, kao sirovina za kit, kao kreda za pisanje, punilo za gumu (pneumatik), prašak za poliranje i drugo.

## Svojstva
U prirodi često dolazi kao sastojak fosilnih vapnenastih ljuštura foraminifera i drugih ljusaka sitnih životinjica. Tvori na nekim mjestima velika ležišta (otok Rügen (Njemačka), sjeverna Francuska i drugdje). Kreda se, u prirodi, nalazi u bijeloj, crnoj i sangvina (boja hrđe) boji. Vadi se u rudnicima krede.

## Upotreba
Upotrebljava se kao pigment, sirovina za kit, kreda za pisanje, punilo za gumu, prašak za poliranje i drugo.

### U slikarstvu
Ima ista svojstva kao i ugljen, ali je kreda tvrđa pa pomoću nje možemo vući oštre i tanke linije. Sangvina kredom se crtao ljudski inkarnat (boja ljudske puti).
Za gimnastiku se koristi da poveća trenja na dlanovima ruku. Kreda predstavlja amorfni oblik vapnenca. Kreda je nastala taloženjem (sedimentacijom) foraminifera, sitnih morskih praživotinja koje imaju ljušturu. Po kemijskom sastavu kreda je kalcijev karbonat. Upotrebljava se u slikarstvu samo kao čista bijela kreda, i to za prepariranje podloga za slike, a u gvašu kao bijela boja. Taložna kreda, umjetni kalcijev karbonat, čistija je i bjelja od prirodne koja često ima sivkastu nijansu, jer sadrži veću količinu različitih primjesa. U vodenim vezivima (akvarel) dobro pokriva i zadržava obojenost suhog praha, dok u uljanom vezivu postaje mutno prozirna i gubi bjelinu.

## Slike
|                                                        |               |                         |                                                                                          |                                                  |
| Krednjaci (foraminifera) iz Jadranskog mora, otok Pag. | Kreda u boji. | Ležišta krede na Kreti. | Leonardo da Vincijev autoportret u sangvini (kreda hrđaste, crvenkaste boje za crtanje). | Litica od krede Mers-les-Bains za vrijeme plime. |

## Poveznice
- Vapnenac
- Mramor
- Dolomit
- Dvolomac